# Friedrich Gilly
Friedrich David Gilly (Altdamm, Pomerania, 16 de febrero de 1772 - Karlsbad, 3 de agosto de 1800) fue un malogrado arquitecto alemán, hijo del también arquitecto David Gilly, que irrumpió como gran esperanza de la arquitectura alemana con una propuesta para un monumento a Federico el Grande sobre la base de un templo dórico. Sus pocas obras realizadas estaban influenciadas por la arquitectura revolucionaria francesa y solo una sobrevive: el ahora ruinoso mausoleo neogriego (1800-1802) en Dyhernfurth, en forma de un templo griego prostilo. 

## Biografía

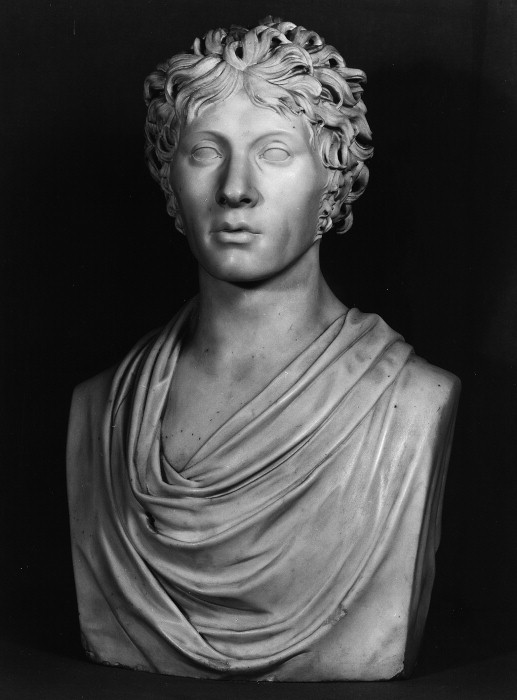
Friedrich Gilly (retrato Herme de Gottfried Schadow)

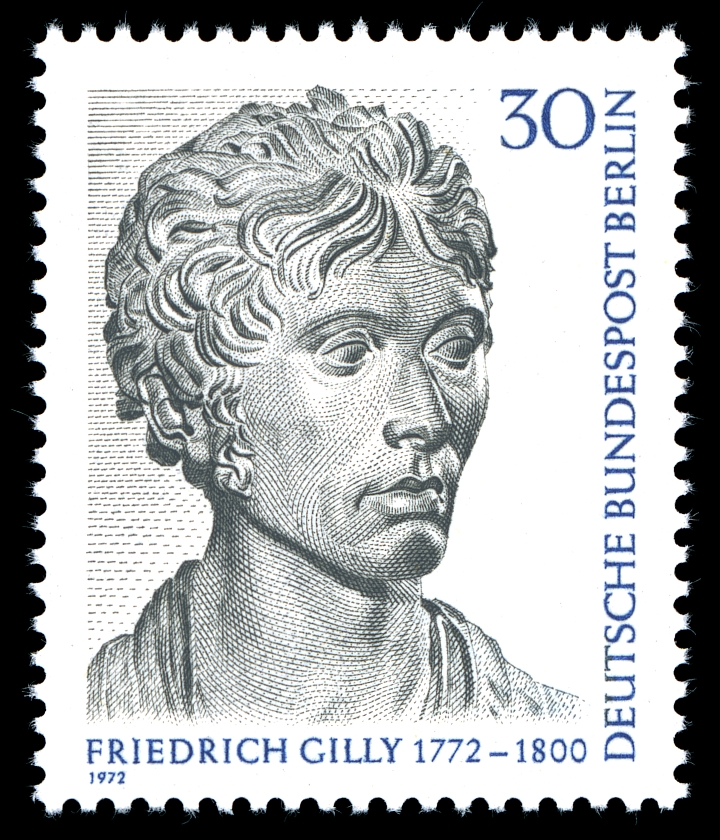
Sello de 1972

Nacido en Altdamm, Pomerania (hoy Dąbie, distrito de Szczecin, Polonia), Friedrich Gilly provenía de una familia hugonote que se había establecido en Prusia en 1689. Era hijo del maestro constructor David Gilly y de su esposa Friederike. Su padre lo llevó a viajes de negocios temprano y alentó el talento de su hijo en todos los sentidos. Gilly llegó a Berlín en 1788 a la edad de 16 años, donde recibió una amplia formación en la clase de arquitectura de la Akademie der Bildenden Künste.
En arquitectura,  fueron sus maestros Friedrich Becherer y Carl Gotthard Langhans. Gilly disfrutó de las lecciones de dibujo con Christian Bernhard Rode, Johann Christoph Frisch, Johann Heinrich Meil, Daniel Nikolaus Chodowiecki y Johann Gottfried Schadow. Carl Gotthard Langhans, Michael Philipp Boumann y Freiherr Friedrich Wilhelm von Erdmannsdorff le enseñaron en la parte práctica. Obtuvo su primer trabajo en el Oberhofbauamt en 1789; a veces trabajó para Bernhard Matthias Brasch en la reconstrucción de Neuruppin.
En 1790, Gilly acompañó a Heinrich August Riedel (1748-1810), el principal oficial de construcción en su viaje a través de Westfalia y Holanda. En ese viaje de estudio, ambos trataron ampliamente el tema del Wasserkunst [arte del agua]. Al año siguiente, Gilly participó, a las órdenes de Paul Ludwig Simon, en la construcción de la ciudad de Berlín. Un viaje conjunto a París siguió en 1793. Al año siguiente, Gilly, bajo Paul Simon, participó en la construcción de la ciudad de Berlín.
En 1794, Gilly emprendió un extenso viaje de estudios a través de Prusia Oriental y Occidental con su padre. Como resultado de ese viaje, se puede ver el renacimiento de la construcción de ladrillos en el norte de Alemania. Además, descubrió la ruina de Marienburg como monumento patriótico prusiano y realizó dibujos para (en parte en forma reconstructiva) Johann Friedrich Frick 1799-1803 junto con otras representaciones publicadas de Malbork como aguatintas-aguafuertes.
En 1796, Gilly causó sensación con un diseño: con el monumento a Federico el Grande basado en un templo dórico, Gilly fue considerado das größte Genie im Baufache [el genio más grande en construcción] por sus contemporáneos. El monumento revela su deuda con el neoclasicismo francés, en particular con Etienne-Louis Boullée, y sus notas explicativas indican que pretendía que el edificio fuera espiritualmente edificante. Conoció en 1798 a Karl Friedrich Schinkel, que se convirtió en su alumno a la edad de 17 años (A partir de 1799, Schinkel vivió en la casa de Gilly en Berlín, ya que estaba siendo formado por Friedrich y por su padre, David Gilly). Al año siguiente, Gilly fue nombrado inspector de edificios de Oberhof. Con una beca real, pudo realizar una amplia gira de estudios por Gran Bretaña, Francia, Austria, Viena y Praga en 1797/98. Realizar el habitual viaje por Italia era imposible debido a los disturbios políticos.  Los dibujos que realizó en Francia revelan su interés por la arquitectura y reflejan el clima intelectual del Directorio. Incluyen vistas de la Fuente de la Regeneración, de la Rue des Colonnes, una calle con arcadas de columnas dóricas sin base que conducen al Théâtre Feydeau, la cámara del  Conseil des Anciens en las Tullerías y la gruta de Jean-Jacques Rousseau en su entorno paisajístico en Ermenonville, Oise.
Después de su regreso en 1798, Gilly, como su padre, fue nombrado profesor en la Bauakademie de Berlín a la edad de 26 años.  Allí tomó los temas de Óptica y Perspectiva. Durante este tiempo también diseñó un teatro nacional en Berlín, que, en su austero conjunto, anunciaba un estilo arquitectónico completamente nuevo, que inicialmente no recibió aprobación. En 1799 se casó con Maria Ulrike Manon Hainchelin (n. 1771), hija del consejero financiero Pierre Jérémie Hainchelin. Su hijo murió cuando era un bebé en 1800.
Gilly, junto con Heinrich Gentz, fundó la «Privatgesellschaft junger Architekten» [Sociedad Privada de Jóvenes Arquitectos] en enero de 1799, que tenía la intención de ser un centro de capacitación. Siguiendo el ejemplo de la Academia de Platón, estaba compuesta por siete miembros: además de los dos fundadores, el asesor del edificio Joachim Ludwig Zitelmann, los arquitectos Carl Haller von Hallerstein, Carl Ferdinand Langhans, Martin Friedrich Rabe y Karl Friedrich Schinkel.
Friedrich Gilly murió de tuberculosis el 3 de agosto de 1800 en Karlsbad, a la edad de 28 años. Schinkel se hizo cargo de la ejecución de sus proyectos de construcción en curso. Su viuda se casó con su amigo de la infancia Konrad Levezow cuatro años después.

Obras de Friedrich Gilly
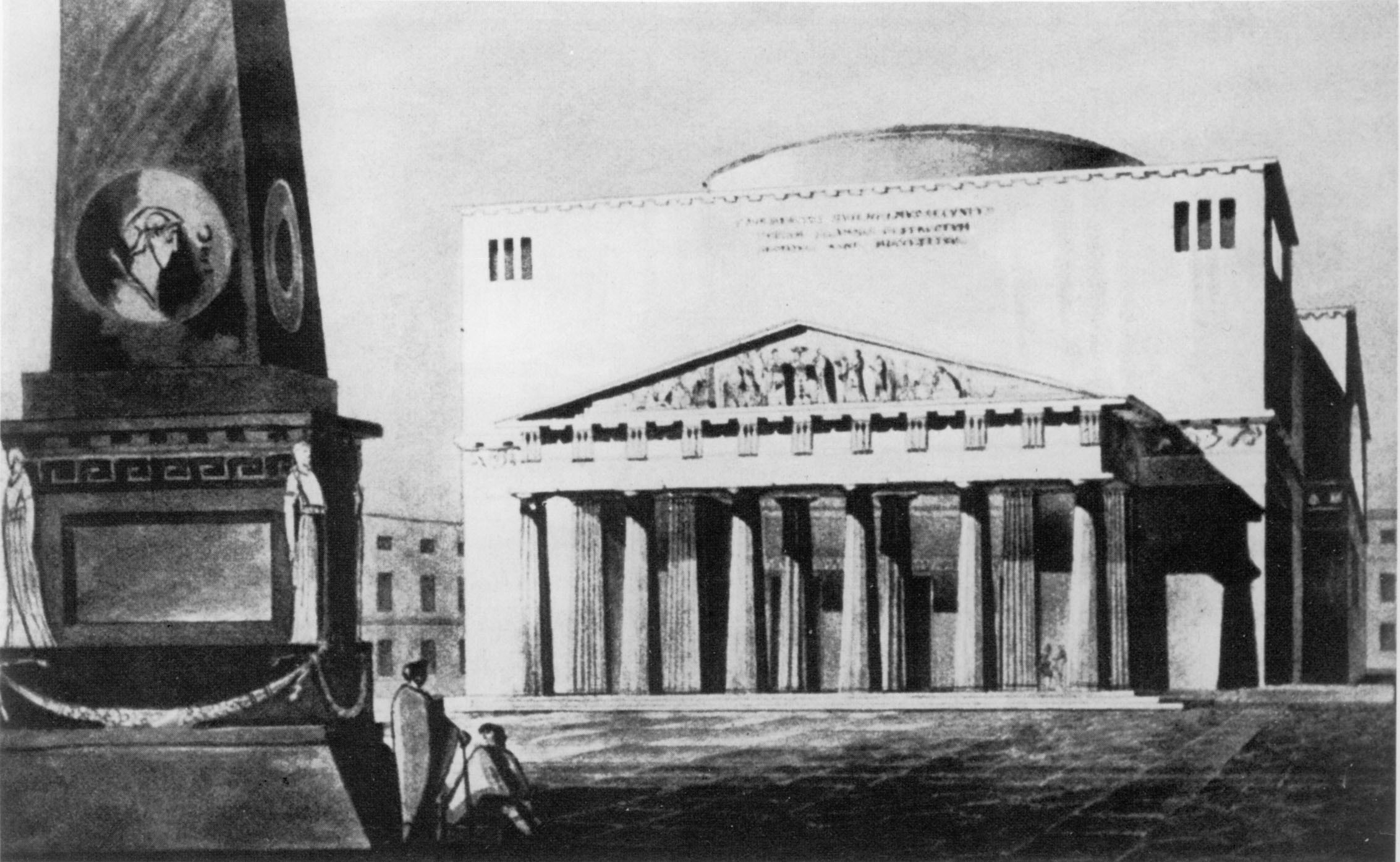
Borrador de la Nikolaikirche en Potsdam (1797, rediseñado por Carl Krüger)
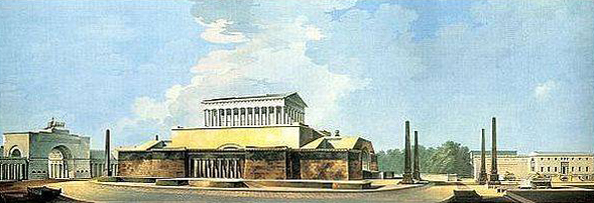
Proyecto de Gilly para un monumento a Federico II de Prusia, Berlín (1797)
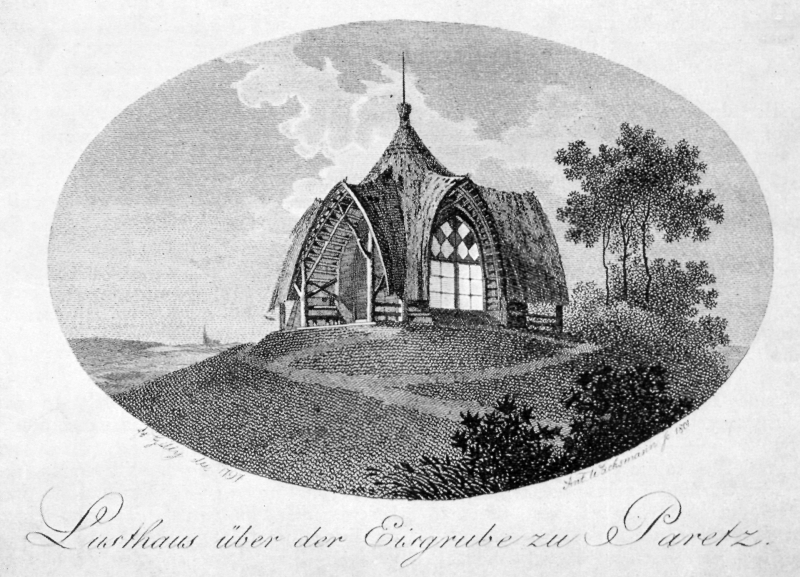
Casa  de recreo sobre el pozo de hielo en Paretz, construida en 1797
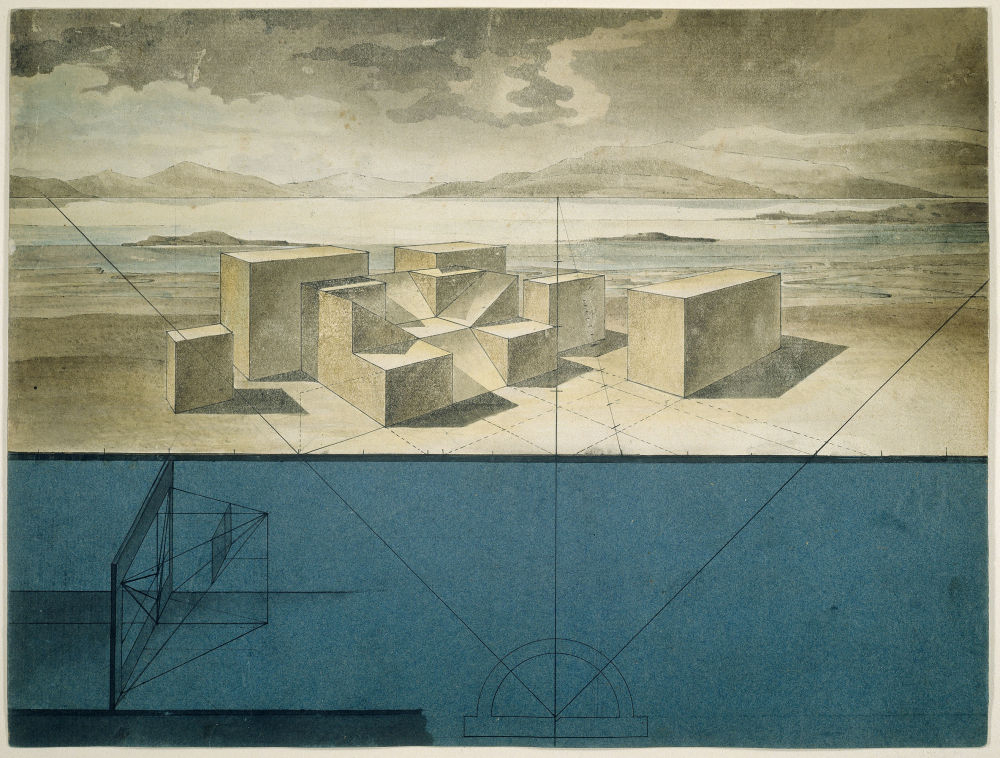
Estudio de perspectiva (1798)

## Obras

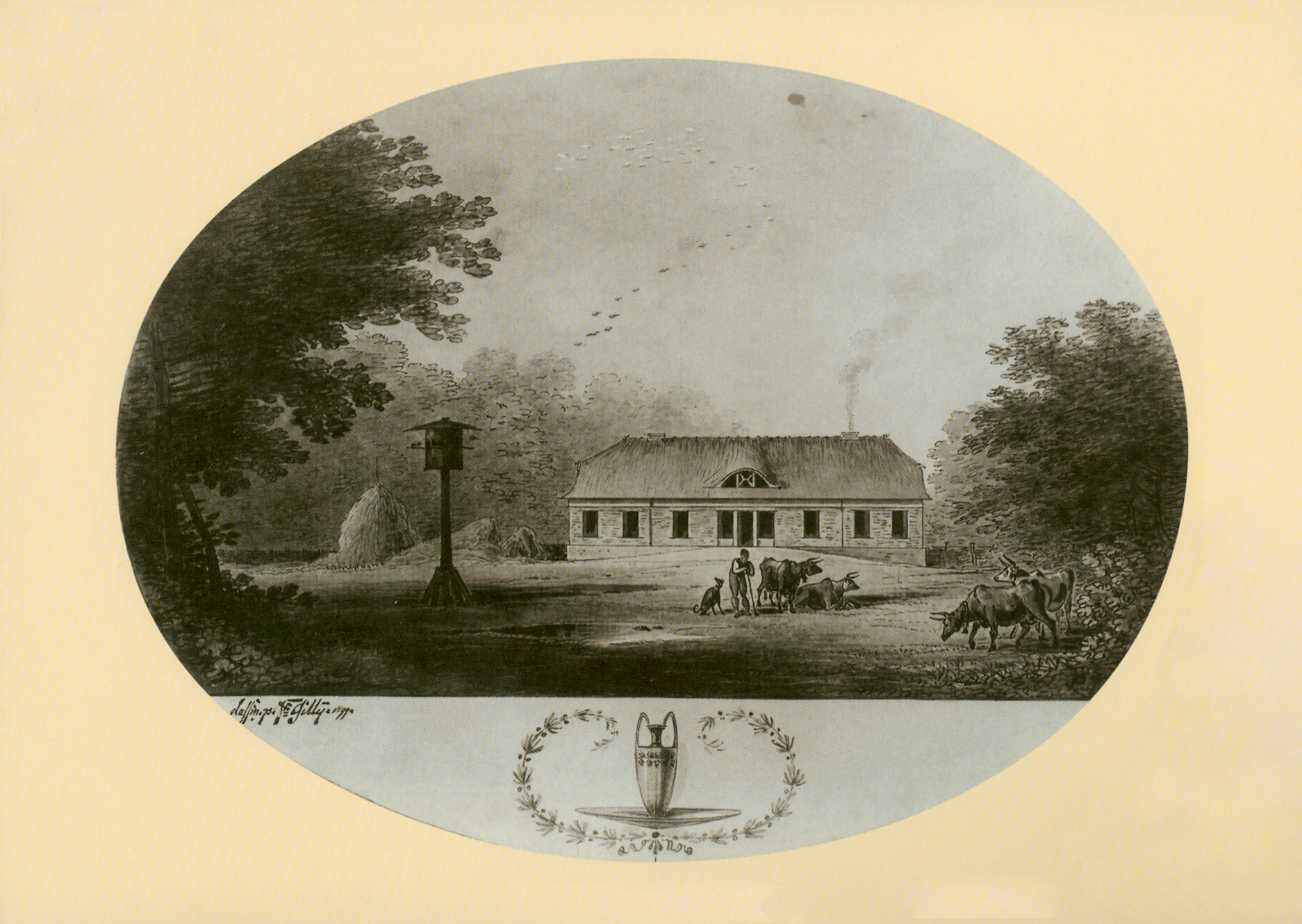
Granja lechera en el parque del palacio de Bellevue

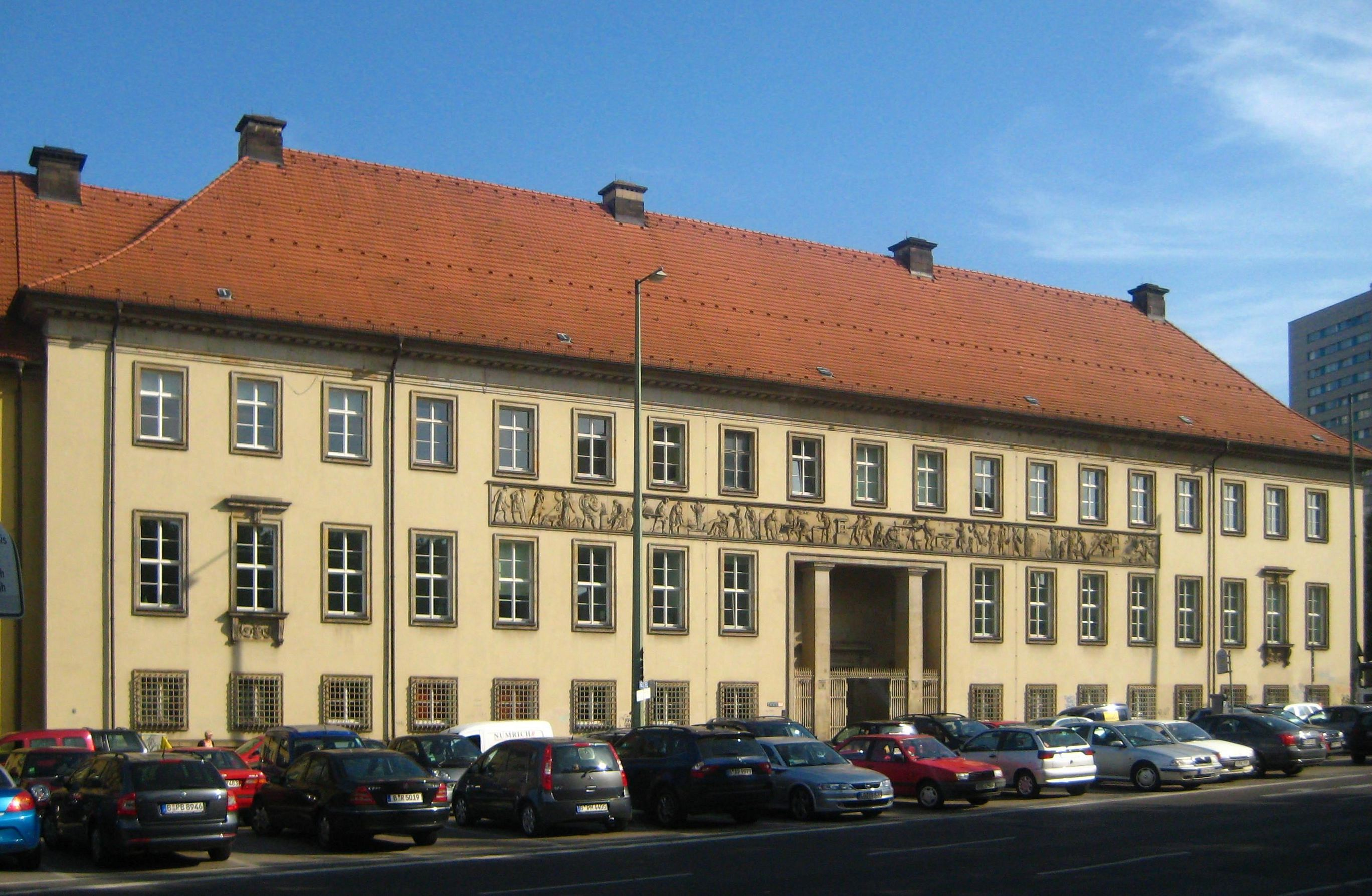
Réplica del friso en la balaustrada del Neue Münze Berlin

### Esbozos (selección)
- Berlin: Denkmal Friedrichs des Großen [Monumento a Federico el Grande]. 1796.
- Berlin: Schauspielhaus am Gendarmenmarkt. 1799.
- Berlin: Hundebrücke [uente para perros]. 1800.
- Berlin: Börse [bolsa de valores].
- Potsdam: Nikolaikirche. 1796.
- Entwurf zu einem Eisenhüttenwerk [Diseño para una fábrica de hierro y acero]. 1797.
- Entwurf zu einer Basilica nach Philibert de l’Orme [Diseño para una basílica según Philibert de l'Orme]. 1797.
- Entwurf zu einem Landhaus im englischen Geschmack [Diseño para una casa de campo al gusto inglés]. 1798.
- Entwurf zu einem Stadttor [Diseño para una puerta de la ciudad]. 1799.
- Entwurf zu einem Badehaus [Proyecto para una casa de baños]. 1800.

### Obras ejecutadas

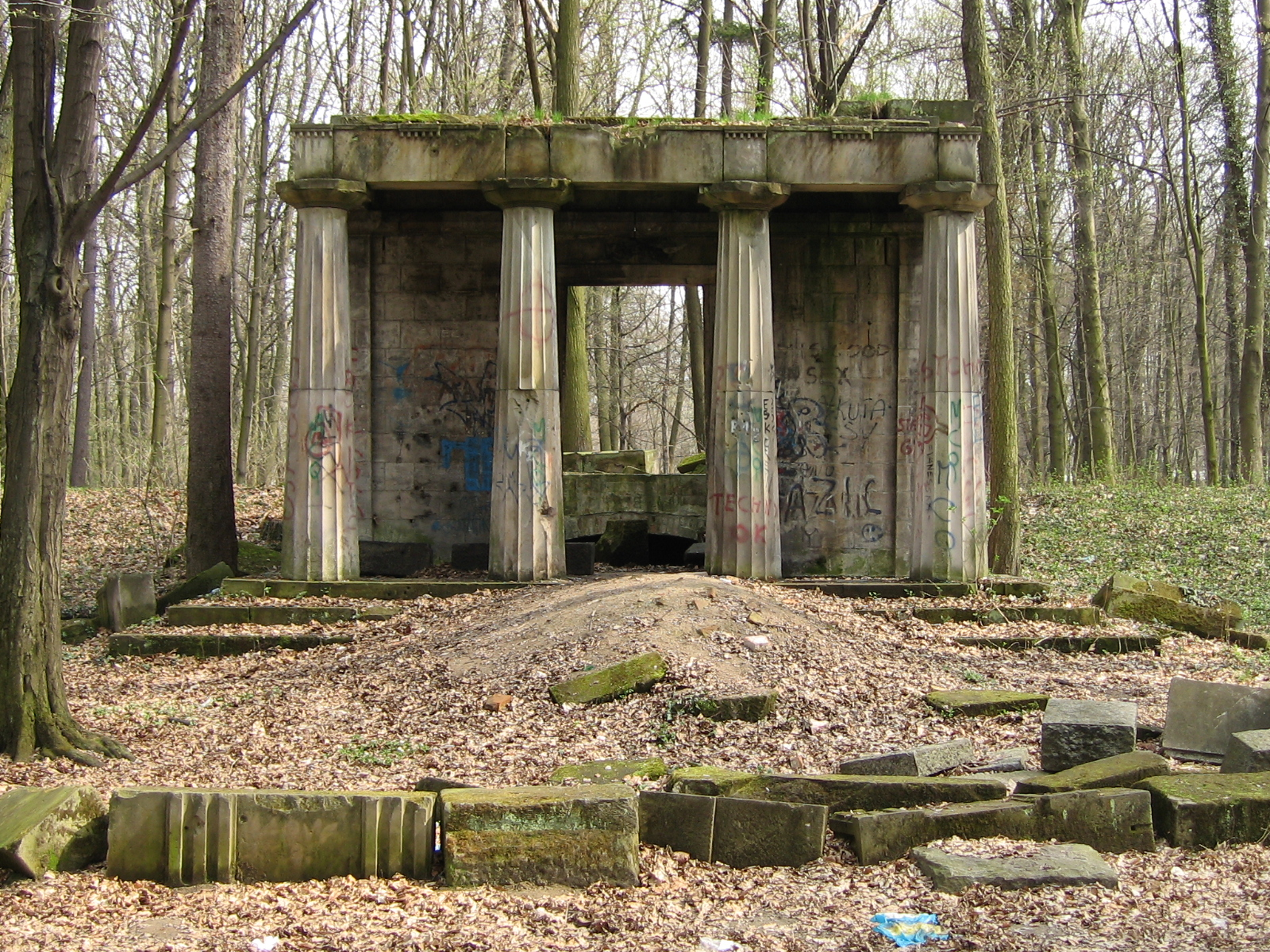
Mausoleo de la familia von Hoym (1800-1802) en Dyhernfurth (estado en 2006)

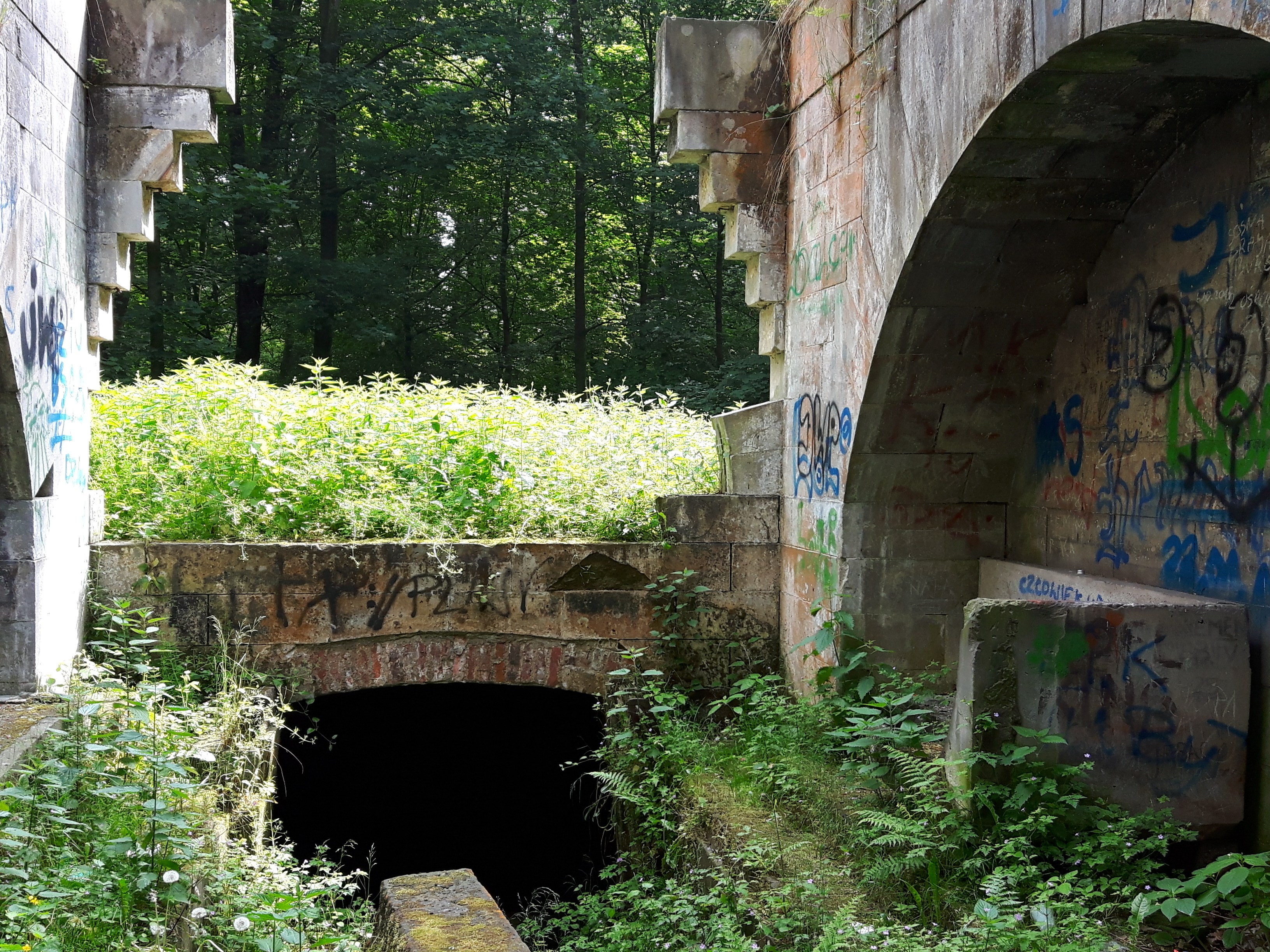
Mausoleo de la familia von Hoym en Dyhernfurth (2016)

- Berlin: Haus Jägerstraße 14. Diseñada en 1792.
- Berlin: Haus Behrenstraße 68 (Palacio Lottum). sin fecha.
- Berlin: Villa Mölter am Tiergarten. Diseñada en 1799.
- Berlin: Meierei im Park des Schlosses Bellevue. Diseñada en 1799.
- Berlin: Haus Breite Straße 30. sin fecha.
- Berlin, Alte Münze: Fries am Brüstungsband des ersten Geschosses. Diseñada en 1798.
- Königsberg: Theater. Diseñada en 1799.
- Dyhernfurth bei Breslau: Mausoleo de la familia von Hoym. Inaugurado en 1802.
- Paretz: Rohrhaus über der Eisgrube. Diseñada en 1797.
- Schwedt a. O., castillo margravial: 5 Zimmer im ersten Geschoss des linken Flügels. Establecido en 1795.

El mausoleo de la familia von Hoym, conservado como una ruina, en el parque del castillo de Dyhernfurth (polaco Brzeg Dolny desde 1945 ) en Silesia es el único edificio que queda del arquitecto Friedrich Gilly. Con su construcción en los años 1800 a 1802, el edificio completó la tercera y última fase de renovación del parque del castillo Dyhernfurther, que fue diseñado esencialmente por Carl Gotthard Langhans. El sencillo templo prostilo dórico, hecho de enormes bloques de arenisca, fue comisionado en 1799 para honrar la memoria de la recientemente fallecida hija mayor del conde Hoym, Antoinette Wilhelmine condesa Maltzan, y se completó en 1802. Después de su inauguración, el mausoleo sirvió como lugar de enterramiento para la familia von Hoym hasta que fue destruido en la guerra en 1945.
La Sociedad Friedrich Gilly (Friedrich Gilly Gesellschaft), fundada en 2006 por la historiadora de arte Hella Reelfs (1928–2006) y el arquitecto Eiko Behrens, nació con el fin de asegurar y restaurar el mausoleo de la familia von Hoym.

### Escritos

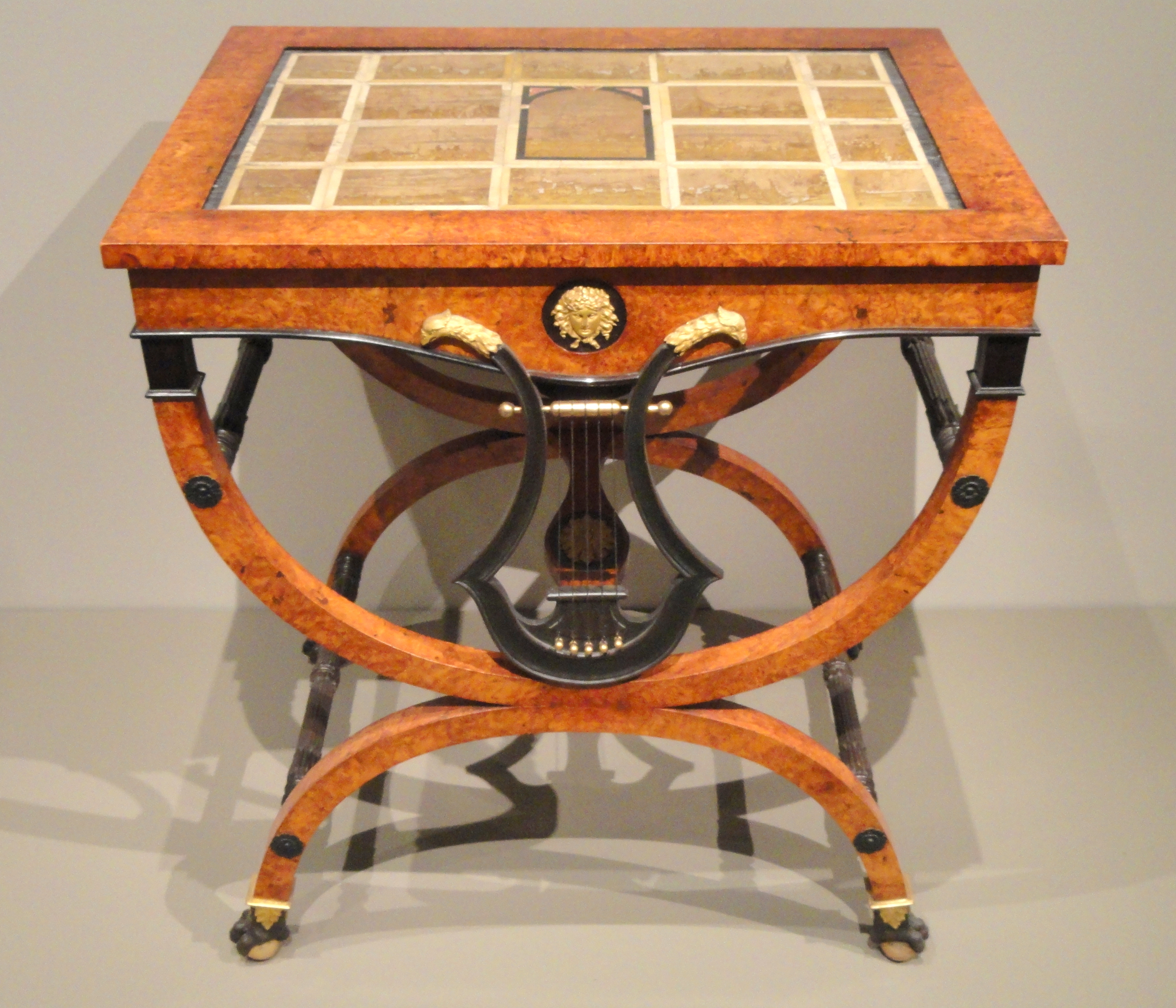
Mesa, ca. 1800, según un diseño de Friedrich Gilly, Berlín - Art Institute of Chicago

Escritos de Friedrich Gilly en: Sammlung nützlicher Aufsätze und Nachrichten, die Baukunst betreffend [Colección de artículos útiles y noticias relacionadas con la arquitectura].
- Beschreibung des Landhauses Bagatelle bey Paris [Descripción de la casa rural Bagatelle bey Paris]. Berlin 1799.
- Beschreibung des Landsitzes Rincy unweit Paris [Descripción de la mansión Rincy cerca de París]. Berlin 1799.
- Einige Gedanken über die Nothwendigkeit, die verschiedenen Theile der Baukunst, in wissenschaftlicher und praktischer Hinsicht, möglichst zu vereinigen [Algunas reflexiones sobre la necesidad de unir las diferentes partes de la arquitectura, en términos científicos y prácticos, en la medida de lo posible]. Berlin 1799.
- Einige ausgehobene Bemerkungen aus dem Reise-Journal des verstorbenen Ober-Hoff-Bauinspectors Gilly [Algunos comentarios del diario de viaje del fallecido inspector de edificios Ober-Hoff Gilly]. Berlin 1803.